# Залнок (Салаж)
Залнок (рум. Zalnoc) насеље је у Румунији у округу Салаж у општини Бобота. Oпштина се налази на надморској висини од 210 m.

## Становништво
Према подацима из 2002. године у насељу је живело 630 становника.

### Попис2002.
| Расподела становништва по националности 2002.‍ | Расподела становништва по националности 2002.‍ | Расподела становништва по националности 2002.‍ | Расподела становништва по националности 2002.‍ | Расподела становништва по националности 2002.‍ |
| --------------------------------------------- | --------------------------------------------- | --------------------------------------------- | --------------------------------------------- | --------------------------------------------- |
|                                               |                                               |                                               |                                               |                                               |
| Румуни                                        | Румуни                                        |                                               | 595                                           | 94,9%                                         |
| Мађари                                        | Мађари                                        |                                               | 11                                            | 1,8%                                          |
| Роми                                          | Роми                                          |                                               | 21                                            | 3,3%                                          |